# Louisa Anne von Großbritannien, Irland und Hannover

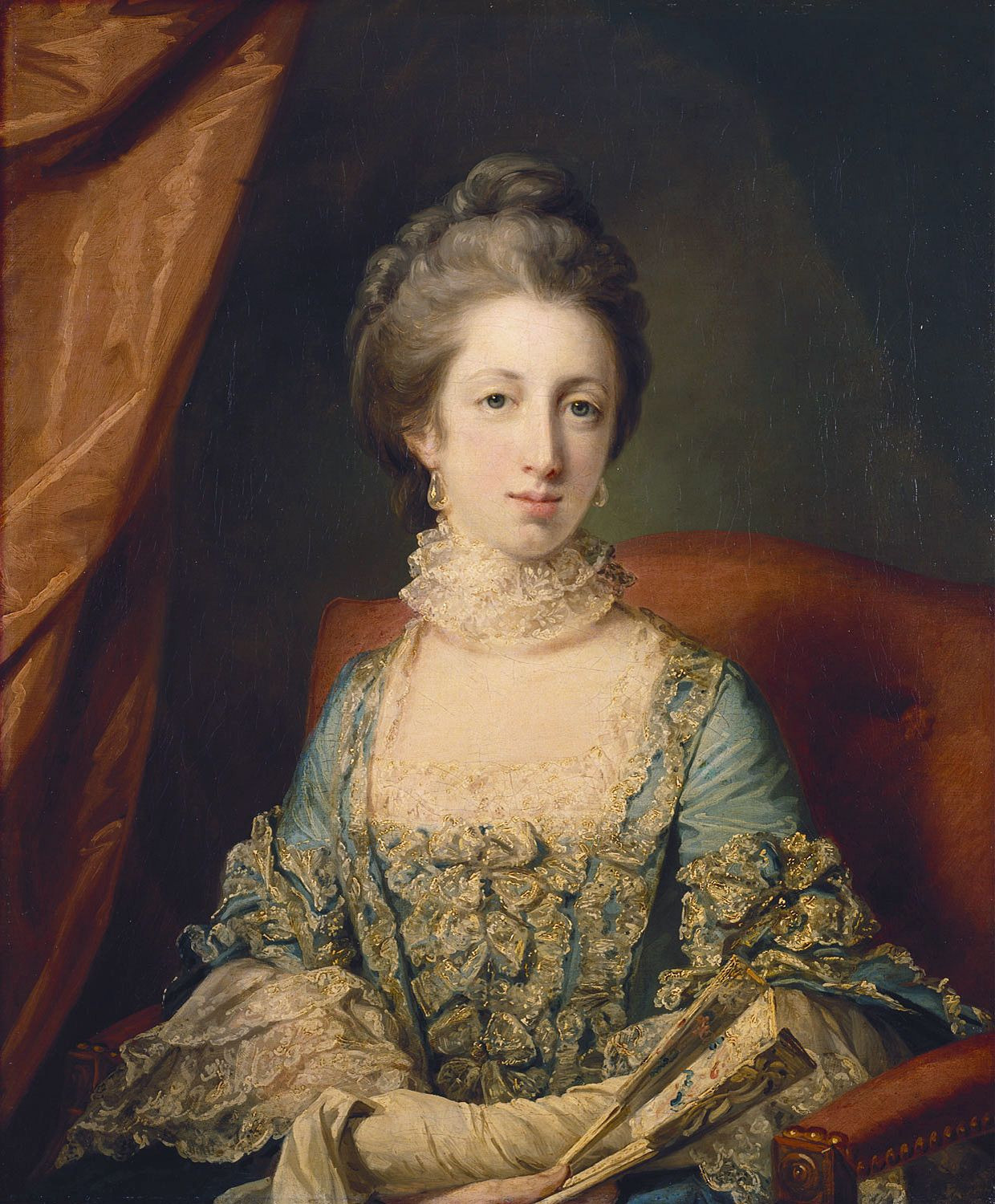
Louisa Anne von Großbritannien, Ausschnitt eines Gemäldes von Francis Cotes, 1767

Louisa Anne von Großbritannien, Irland und Hannover (* 19. März 1749 in Leicester House, London; † 13. Mai 1768 in Carlton House, London) war eine britische Prinzessin.

## Leben
Prinzessin Louisa Anne wurde in Leicester House in London am 11. April 1749 getauft. Ihr Vater war Frederick, Prince of Wales, ältester Sohn von König Georg II. und Caroline von Ansbach. Ihre Mutter war Prinzessin Augusta von Sachsen-Gotha. Ihre Taufpaten waren ihr angeheirateter Onkel väterlicherseits Friedrich von Hessen-Kassel und ihre Tanten; die Königin von Dänemark und die Prinzessin von Oranien. Alle Paten wurden durch Stellvertreter repräsentiert. Berichten zufolge hatte Louisa Anne ein besonders enges Verhältnis mit ihrer Schwester Caroline Mathilde, die ihr im Alter nah war und gemeinsam mit ihr erzogen wurde.
Sie war zeitlebens von schlechter Gesundheit. 1764 wurde mit dem dänischen Königshaus bezüglich einer Heirat des dänischen Thronfolgers Christian und einer britischen Prinzessin verhandelt. Die Heirat wurde als standesgemäß und passend betrachtet und von beiden Dynastien begrüßt, da es nur wenige protestantische Königshäuser gab, die für die beiden Parteien zur Auswahl standen. Prinzessin Louisa war zunächst die bevorzugte Heiratskandidatin, nachdem der dänische Gesandte in London, Graf Hans Caspar von Bothmer, jedoch von ihrer schwachen Konstitution informiert wurde, wurde stattdessen ihre jüngere Schwester Caroline Mathilde als Braut ausgewählt. Die Heirat wurde in Großbritannien am 10. Januar 1765 bekanntgegeben.
Im gleichen Jahr, 1764, erhielt sie einen Heiratsantrag vom Schwager ihres Bruders, Adolf Friedrich von Mecklenburg-Strelitz, die Verhandlungen wurden jedoch abermals wegen Sorgen bezüglich ihrer Gesundheit abgebrochen.
Zum Zeitpunkt der Abreise ihrer Schwester Caroline Mathilde nach Dänemark 1766 verschlechterte sich Louisas Gesundheitszustand weiter aufgrund einer fortschreitenden Tuberkulose. Sie starb am 13. Mai 1768 in Carlton House in London im Alter von 19 Jahren und wurde in Westminster Abbey beigesetzt.

## Vorfahren
| Ahnentafel Louisa Anne von Großbritannien, Irland und Hannover | Ahnentafel Louisa Anne von Großbritannien, Irland und Hannover                                      | Ahnentafel Louisa Anne von Großbritannien, Irland und Hannover                                   | Ahnentafel Louisa Anne von Großbritannien, Irland und Hannover                                                       | Ahnentafel Louisa Anne von Großbritannien, Irland und Hannover                                                 | Ahnentafel Louisa Anne von Großbritannien, Irland und Hannover                                                          | Ahnentafel Louisa Anne von Großbritannien, Irland und Hannover                                                          | Ahnentafel Louisa Anne von Großbritannien, Irland und Hannover                                                      | Ahnentafel Louisa Anne von Großbritannien, Irland und Hannover                                                      |
| -------------------------------------------------------------- | --------------------------------------------------------------------------------------------------- | ------------------------------------------------------------------------------------------------ | --- | --- | --- | --- | --- | --- |
| Ururgroßeltern                                                 | Kurfürst Ernst August von Braunschweig-Lüneburg (1629–1698) ⚭ 1658 Sophie von der Pfalz (1630–1714) | Fürst Georg Wilhelm von Braunschweig-Lüneburg (1624–1705) ⚭ 1676 Eleonore d’Olbreuse (1639–1722) | Markgraf Albrecht II. von Brandenburg-Ansbach (1620–1667) ⚭ 1651 Sophie Margarete zu Oettingen-Oettingen (1634–1664) | Herzog Johann Georg I. von Sachsen-Eisenach (1634–1686) ⚭ Johanetta von Sayn-Wittgenstein (1626–1701)          | Herzog Ernst I. von Sachsen-Gotha-Altenburg (1601–1675) ⚭ 1636 Elisabeth Sophia von Sachsen-Altenburg (1619–1680)       | Herzog August von Sachsen-Weißenfels (1614–1680) ⚭ 1647 Anna Maria von Mecklenburg (1627–1669)                          | Herzog August von Sachsen-Weißenfels (1614–1680) ⚭ 1647 Anna Maria von Mecklenburg (1627–1669)                      | Fürst Johann VI. von Anhalt-Zerbst (1621–1667) ⚭ 1649 Sophie Auguste von Schleswig-Holstein-Gottorf (1630–1680)     |
| Urgroßeltern                                                   | König Georg I. (1660–1727) ⚭ 1682 Sophie Dorothea von Braunschweig-Lüneburg (1666–1726)             | König Georg I. (1660–1727) ⚭ 1682 Sophie Dorothea von Braunschweig-Lüneburg (1666–1726)          | Markgraf Johann Friedrich von Brandenburg-Ansbach (1654–1686) ⚭ 1681 Eleonore von Sachsen-Eisenach (1662–1696)       | Markgraf Johann Friedrich von Brandenburg-Ansbach (1654–1686) ⚭ 1681 Eleonore von Sachsen-Eisenach (1662–1696) | Herzog Friedrich I. von Sachsen-Gotha-Altenburg (1645–1691) ⚭ 1669 Magdalena Sibylle von Sachsen-Weißenfels (1648–1681) | Herzog Friedrich I. von Sachsen-Gotha-Altenburg (1645–1691) ⚭ 1669 Magdalena Sibylle von Sachsen-Weißenfels (1648–1681) | Fürst Karl Wilhelm von Anhalt-Zerbst (1652–1718) ⚭ 1676 Sophia von Sachsen-Weißenfels (1654–1724)                   | Fürst Karl Wilhelm von Anhalt-Zerbst (1652–1718) ⚭ 1676 Sophia von Sachsen-Weißenfels (1654–1724)                   |
| Großeltern                                                     | König Georg II. (1683–1760) ⚭ 1705 Caroline von Brandenburg-Ansbach (1683–1727)                     | König Georg II. (1683–1760) ⚭ 1705 Caroline von Brandenburg-Ansbach (1683–1727)                  | König Georg II. (1683–1760) ⚭ 1705 Caroline von Brandenburg-Ansbach (1683–1727)                                      | König Georg II. (1683–1760) ⚭ 1705 Caroline von Brandenburg-Ansbach (1683–1727)                                | Herzog Friedrich II. von Sachsen-Gotha-Altenburg (1676–1732) ⚭ 1696 Magdalena Augusta von Anhalt-Zerbst (1679–1740)     | Herzog Friedrich II. von Sachsen-Gotha-Altenburg (1676–1732) ⚭ 1696 Magdalena Augusta von Anhalt-Zerbst (1679–1740)     | Herzog Friedrich II. von Sachsen-Gotha-Altenburg (1676–1732) ⚭ 1696 Magdalena Augusta von Anhalt-Zerbst (1679–1740) | Herzog Friedrich II. von Sachsen-Gotha-Altenburg (1676–1732) ⚭ 1696 Magdalena Augusta von Anhalt-Zerbst (1679–1740) |
| Eltern                                                         | Prinz Friedrich Ludwig (1707–1751) ⚭ 1736 Augusta von Sachsen-Gotha-Altenburg (1719–1772)           | Prinz Friedrich Ludwig (1707–1751) ⚭ 1736 Augusta von Sachsen-Gotha-Altenburg (1719–1772)        | Prinz Friedrich Ludwig (1707–1751) ⚭ 1736 Augusta von Sachsen-Gotha-Altenburg (1719–1772)                            | Prinz Friedrich Ludwig (1707–1751) ⚭ 1736 Augusta von Sachsen-Gotha-Altenburg (1719–1772)                      | Prinz Friedrich Ludwig (1707–1751) ⚭ 1736 Augusta von Sachsen-Gotha-Altenburg (1719–1772)                               | Prinz Friedrich Ludwig (1707–1751) ⚭ 1736 Augusta von Sachsen-Gotha-Altenburg (1719–1772)                               | Prinz Friedrich Ludwig (1707–1751) ⚭ 1736 Augusta von Sachsen-Gotha-Altenburg (1719–1772)                           | Prinz Friedrich Ludwig (1707–1751) ⚭ 1736 Augusta von Sachsen-Gotha-Altenburg (1719–1772)                           |
| Louisa Anne von Großbritannien, Irland und Hannover            | |                                                                                                  | | | | | | |